# 博伊萨尔
博伊萨尔（Boisar），是印度马哈拉施特拉邦帕尔加尔县的一个城镇。总人口14684（2001年）。

## 人口
该地2001年总人口14684人，其中男性8174人，女性6510人；0—6岁人口2184人，其中男1202人，女982人；识字率77.01%，其中男性为83.12%，女性为69.34%。